# Frontera entre l'Índia i Bhutan
La frontera entre l'Índia i Bhutan és la línia frontera que separa el Regne de Bhutan de l'Índia. Té una superfície de 699 km, i uneix als estats indis d'Assam (267 km), Arunachal Pradesh (217 km), Bengala Occidental (183 km) i Sikkim (32 km), tocant dos trifinis entre ambdós estats i la República Popular de la Xina.

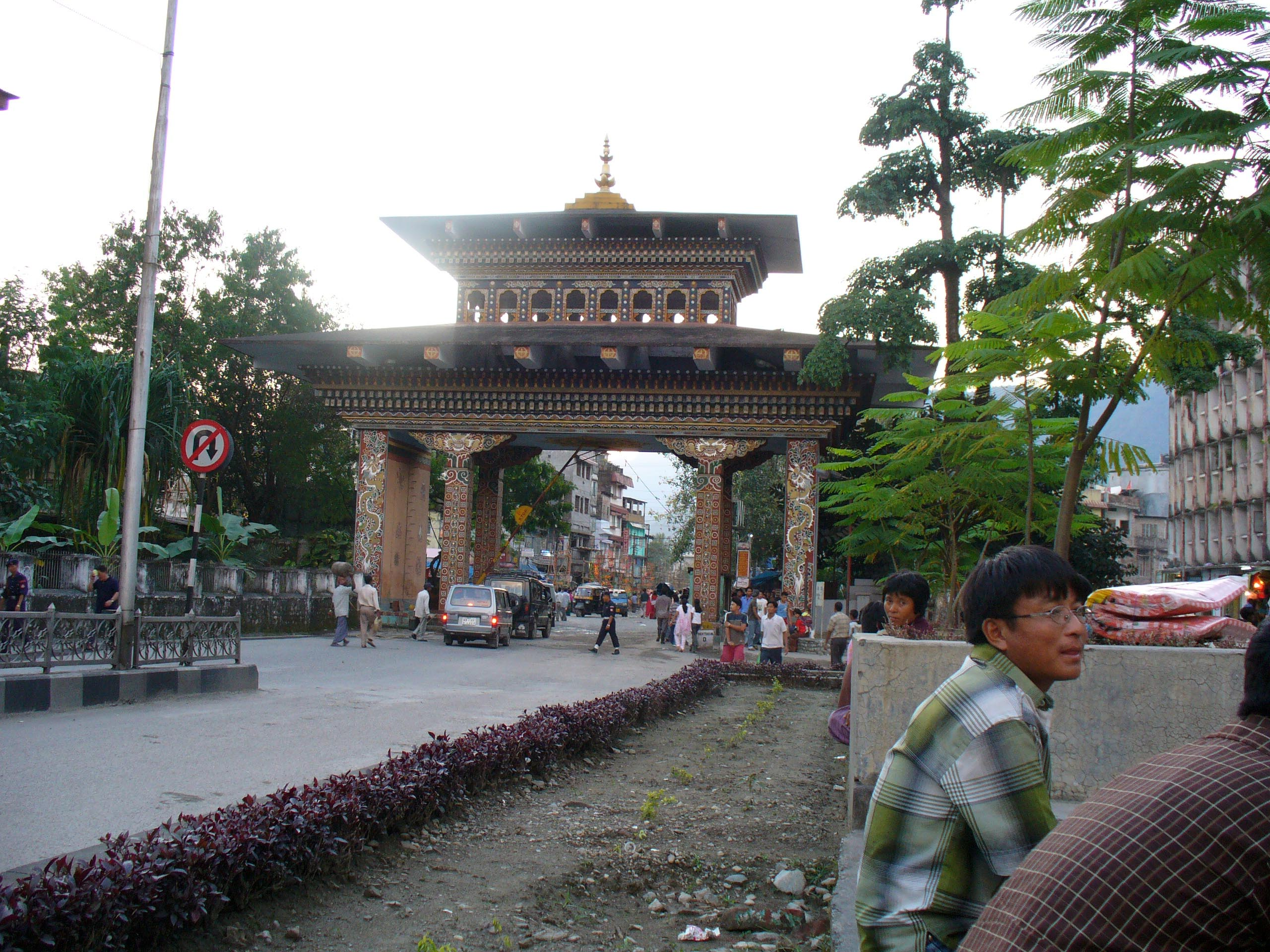
La porta que marca la frontera vista des de Phuntsholing al Bhutan

## Història
El Tractat de Sinchula entre la Gran Bretanya i el Bhutan va marcar la frontera el 1865, després de la guerra de Bhutan. El límit es va detallar i refinar més en el període 1973-1984 a través de converses entre Bhutan i l'Índia. Les disputes restants han estat mínimes i afecten una part de la frontera amb Arunachal Pradesh, i la regió entre Sarbhang i Geylegphug.

## Transport i pas
La frontera entre Bhutan i l'Índia és l'únic accés terrestre per entrar a Bhutan, ja que la frontera amb Xina està completament tancada. L'únic punt d'entrada per a estrangers està entre les ciutats de Jaigaon a l'estat indi de Bengala Occidental i Phuntsholing, al sud-oest de Bhutan.

## Protecció fronterera
El govern indi desplega 12 batallons del Sashastra Seema Bal (SSB), i 132 passos de frontera, per protegir el seu costat de frontera. S'ha establert el Grup de Gestió i Seguretat de la Frontera Índia-Bhutan bilateral per avaluar i assegurar de manera col·laborativa la frontera entre els dos països.
Després de l'incident de la frontera entre la Xina i l'Índia de 2017, el govern indi va augmentar la quantitat de llocs fronterers.